# Rechterlijke macht

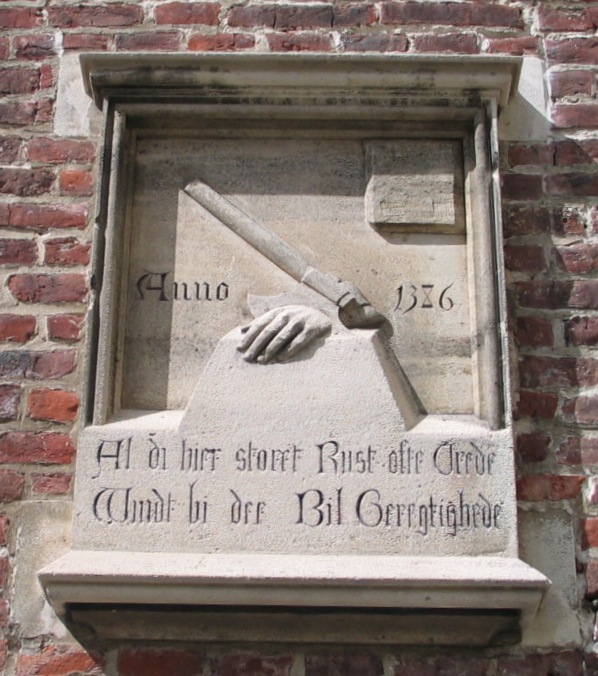
Een niet verkeerd te begrijpen waarschuwing in een muur van het kasteel van Gaasbeek: "Al di hier stoert Rust ofte Vrede Vindt bi der Bil Geregtighede"

De rechterlijke macht, ook wel de rechtsprekende macht en magistratuur genoemd, is een van de drie machten in een rechtsstaat, bestaande uit de leden van het Openbaar Ministerie en de leden van de rechtbanken/gerechtshoven, waaraan de rechtspraak is opgedragen. De rechterlijke macht valt uiteen in de rechters/raadsheren ('zittende magistratuur') en de officieren van justitie/advocaten-generaal (‘staande magistratuur'). 
Naast de rechterlijke macht, zijn de andere machten de wetgevende macht en de uitvoerende macht.
Een van de kenmerken van een rechtsstaat is een scheiding tussen de drie machten. Dit is om onafhankelijkheid van de rechtsprekende macht te waarborgen.

## België

### Gerechtelijke hiërarchie
De Belgische rechterlijke macht bestaat uit hoven en rechtbanken:
| Aantal | Naam                                                                   | Beschrijving |
| ------ | ---------------------------------------------------------------------- | --- |
| 1      | Hof van Cassatie                                                       | 1 voor heel België |
| 5      | Hoven van Beroep                                                       | 1 per gerechtelijk gebied |
| 5      | Arbeidshoven                                                           | 1 per gerechtelijk gebied |
| 11     | Hoven van Assisen                                                      | 1 per provincie + 1 voor Brussel |
| 9      | Ondernemingsrechtbanken                                                | 1 per gerechtelijk gebied en 2 voor het gerechtelijk gebied Brussel + 1 voor Vlaams-Brabant, 1 voor Waals-Brabant, 1 voor het gerechtelijk arrondissement Eupen |
| 9      | Arbeidsrechtbanken                                                     | 1 per gerechtelijk gebied en 2 voor het gerechtelijk gebied Brussel + 1 voor Vlaams-Brabant, 1 voor Waals-Brabant, 1 voor het gerechtelijk arrondissement Eupen |
| 13     | Rechtbanken van eerste aanleg                                          | 1 per gerechtelijk arrondissement en 2 voor het gerechtelijk gebied Brussel                                                                                     |
| 6      | Strafuitvoeringsrechtbanken (kamer binnen rechtbank van eerste aanleg) | 1 per gerechtelijk gebied en 2 voor het gerechtelijk gebied Brussel                                                                                             |
| 15     | Politierechtbanken                                                     | 1 per gerechtelijk arrondissement en + 1 voor Halle, 1 voor Vilvoorde                                                                                           |
| 187    | Vredegerechten                                                         | 1 per gerechtelijk kanton |

### Omschrijving
De magistraten in de rechtbanken worden rechters genoemd, die in de hoven heten raadsheren. Zij worden bij koninklijk besluit voor het leven benoemd, op voordracht van de Hoge Raad voor de Justitie. Hun statuut wordt grotendeels bepaald in de Grondwet. Ten dienste van de rechterlijke macht staan de griffiers en de referendarissen.
De magistratuur wordt onderverdeeld in twee categorieën: de staande magistratuur (het Openbaar Ministerie) en de zetelende magistratuur (de rechters die uitspraak doen).
De beslissingen van rechtbanken zijn vonnissen, de beslissingen van hoven worden arresten genoemd.
De rechterlijke macht heeft niet het monopolie op rechtspraak. Ook de Raad van State, administratieve rechtbanken en het Grondwettelijk Hof (vroeger Arbitragehof genoemd) hebben rechtsprekende bevoegdheid.

## Nederland

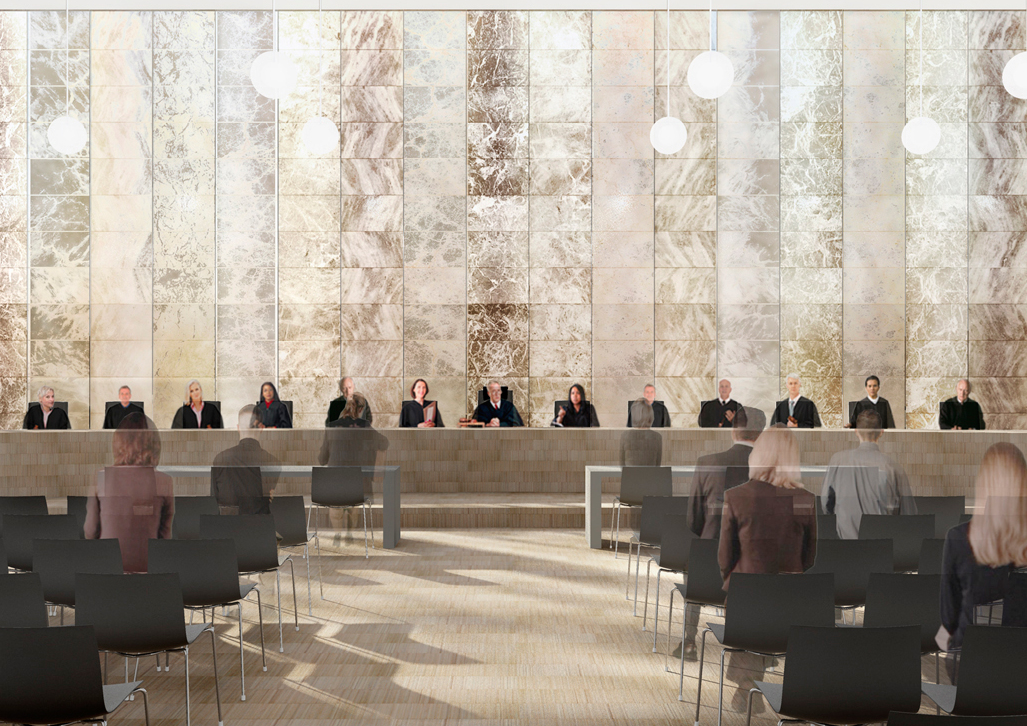
Hoge Raad der Nederlanden - grote zittingszaal

In Nederland wordt in de doctrine onderscheid gemaakt tussen de "gewone" rechterlijke macht en de gerechten die daarbuiten vallen. Tot de gewone rechterlijke macht worden de gerechten gerekend die worden genoemd in artikel 2 van de Wet op de rechterlijke organisatie: de Hoge Raad, gerechtshoven en rechtbanken.
De Nederlandse rechterlijke macht bestaat uit:
- de rechters
  - rechters (rechtbanken, met de afdelingen: strafrecht, civiel recht, bestuursrecht en de sector kanton)
  - raadsheren (gerechtshoven en Hoge Raad der Nederlanden)
- officieren van justitie, die het Openbaar Ministerie vormen
- rechters in opleiding (rio)
- officieren van justitie in opleiding

Ten dienste van de rechterlijke macht staan de griffiers (secretarissen).
De rechters worden aangeduid als de zittende magistratuur, de officieren van justitie als de staande magistratuur. Dit onderscheid is letterlijk: in de rechtszaal zit de rechter, de officier van justitie staat.
Rechterlijke ambtenaren in opleiding behoren (nog) niet tot de zittende of staande magistratuur; zij zijn nog in opleiding voor het beroep van rechter of officier van justitie. Rechters en leden van het Openbaar Ministerie worden door de Kroon benoemd. Rechters worden voor het leven benoemd en kunnen alleen worden ontslagen door de Hoge Raad.
In de rechtspraak wordt een onderscheid gemaakt in strafrecht, civiel of burgerlijk recht en bestuursrecht.
Niet altijd wordt bij een ernstig conflict tussen personen of organisaties de civiele rechter ingeschakeld. Soms zoekt men een oplossing via conflictbemiddeling of een geschillencommissie.
De huidige rechterlijke organisatie in Nederland is ontleend aan de Franse rechterlijke organisatie, die in de jaren 1811-1813 gegolden heeft, toen Nederland bij Frankrijk was ingelijfd. De Wet op de rechterlijke organisatie van 1827 is voor een groot deel daarop gebaseerd.
Naast de gewone rechterlijke macht onderscheidt men de bijzondere gerechten. Het betreft hier in het bijzonder de administratieve gerechten: de Afdeling bestuursrechtspraak van de Raad van State, de Centrale Raad van Beroep, het College van Beroep voor het bedrijfsleven en de Raad voor de Rechtspraak.